# Comitat de Dubrovnik-Neretva
Le comitat de Dubrovnik-Neretva (en croate Dubrovačko-neretvanska županija) est un comté de Croatie. C’est le comté situé le plus au sud du pays. 

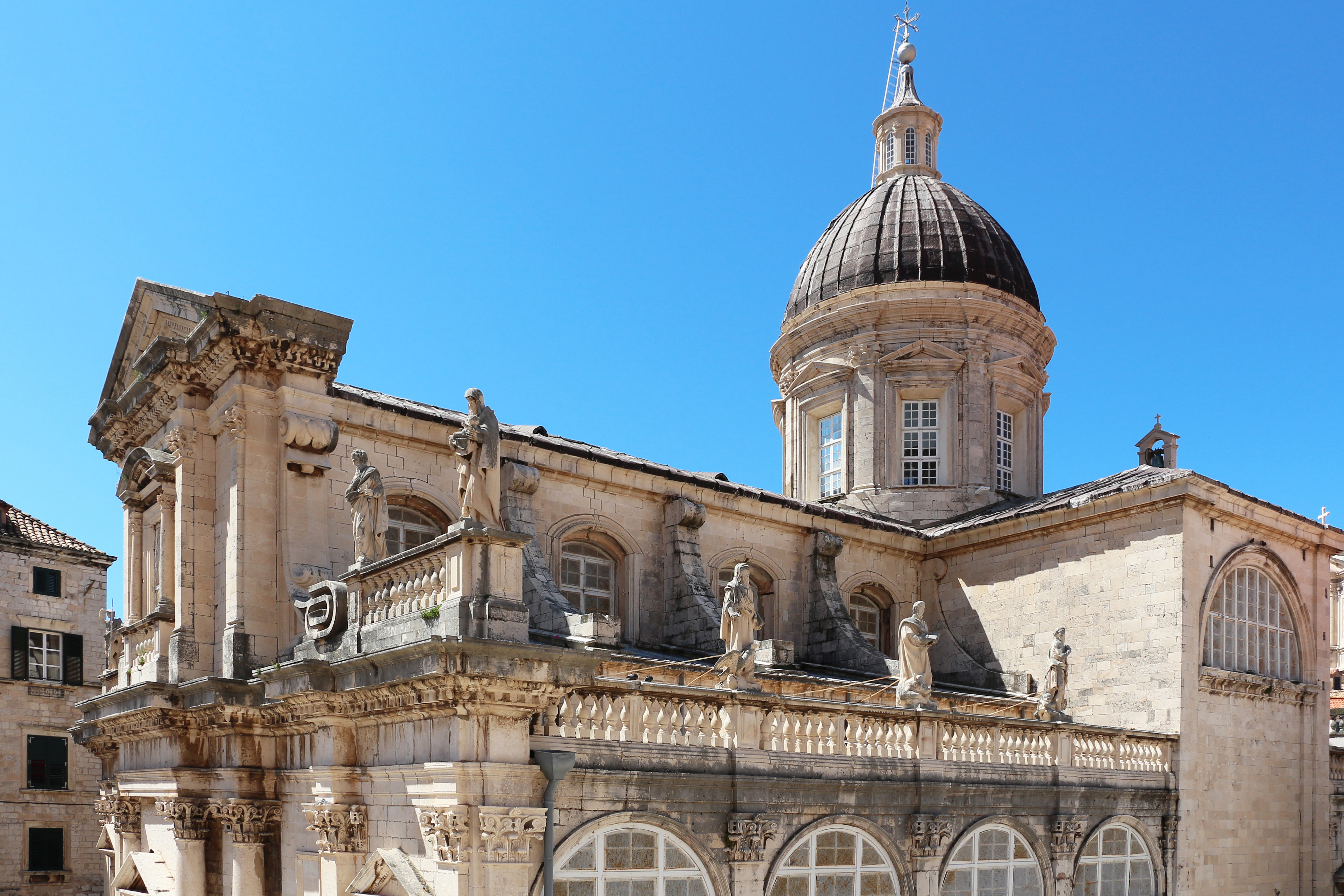
Cathédrale de l'Assomption, Dubrovnik, Croatie

Le comitat est séparé en deux régions au niveau de la ville de Neum. Sa surface totale est de 1 782 km2 et sa population, lors du recensement de 2011, de 122 568 habitants.
Son altitude moyenne est de 51 mètres.

## Divisions administratives
Le comté est divisé de la manière suivante :
- Ville de Dubrovnik (chef-lieu)
- Ville de Korčula
- Ville de Metković
- Ville de Opuzen
- Ville de Ploče
- Municipalité de Blato
- Municipalité de Dubrovačko primorje
- Municipalité de Janjina
- Municipalité de Konavle
- Municipalité de Kula Norinska
- Municipalité de Lastovo
- Municipalité de Lumbarda
- Municipalité de Mljet
- Municipalité de Orebić
- Municipalité de Pojezerje
- Municipalité de Slivno
- Municipalité de Smokvica
- Municipalité de Ston
- Municipalité de Trpanj
- Municipalité de Vela Luka
- Municipalité de Zažablje
- Municipalité de Župa dubrovačka